# Epic (canción de Sandro Silva & Quintino)
«Epic» es una canción de los disc jockeys y productores holandeses Sandro Silva y Quintino y ghostproducers como  Maarten Vorwerk, Jesse Van Terrerk, Laidback Luke. Fue la primera canción de género Big Room House en la historia. Fue lanzado el 3 de octubre de 2011 por Musical Freedom, el sello discográfico de Tiësto. El sencillo se convirtió en un éxito en los Países Bajos y posteriormente del mundo entero. A su éxito se le atribuye la explosión del Big Room House a nivel internacional, lo que influyó enormemente la dirección que tomó la música electrónica comercial (a veces mal-llamado EDM) y en los estilos de grandes y consolidados productores que antes estaban más orientados a otros géneros como Steve Aoki, Hardwell, Armin Van Buuren, W&W, Tiësto entre otros. A su vez fue responsable del ascenso a la fama de nuevos artistas como Blasterjaxx, Dimitri Vegas & Like Mike y Martin Garrix.

## Lista de canciones
| Descarga digital |                                  |          |  |
| N.º              | Título                           | Duración |  |
| 1.               | «Epic» (Original Mix)            | 6:02     |  |
| 2.               | «Epic» (Radio Edit Instrumental) | 2:52     |  |

## Posición en listas
| País (2011-12)                  | Mejor posición |
| ------------------------------- | -------------- |
| Bélgica (Flandes) (Ultratop 50) | 16             |
| Bélgica (Valonia) (Ultratop 50) | 34             |
| Países Bajos (Dutch Top 40)     | 1              |
| Suiza (Schweizer Hitparade)     | 14             |